# Paul Wegener (político)
Paul Wegener (1 de octubre de 1908, Varel; 5 de mayo de 1993, Wächtersbach) fue un político alemán y funcionario de la cancillería del Partido Nazi, que sirvió como Gauleiter de Weser-Ems, así como Reichsstatthalter tanto de la Ciudad de Bremen como del Estado Libre de Oldenburgo.  

## Primeros años
Nació en Varel, en la familia de un médico. Su hermano mayor, Friedrich, era patólogo. Asistió a la volksschule y a la realschule en Varel antes de graduarse en el gymnasium de Ballenstedt en 1926. Después de una pasantía agrícola, completó su formación como economista colonial calificado en la Escuela Colonial Alemana de Agricultura, Comercio y Comercio en Witzenhausen, donde recibió su certificación en 1928. Trabajó como aprendiz en un negocio de importación y exportación en Bremen durante dos años y luego trabajó hasta 1931 como comprador para Daimler-Benz, también en Bremen. Aquí se casó con la hija de un profesor.

## Carrera política
Wegener se unió al Partido Nazi el 1 de agosto de 1930 (con el número de miembro 286,225) y a las Sturmabteilung (SA) el 1 de febrero de 1931, convirtiéndose en un orador activo. Se convirtió en Ortsgruppenleiter del Ortsgruppe (grupo local) en Varel el 10 de abril de 1931, siendo en ese momento la persona más joven que ocupaba el cargo. Desde el otoño de 1931 hasta el 1 de enero de 1932 se desempeñó como ayudante del líder de un batallón del Standarte 19 en Varel. Sus siguientes asignaciones hasta octubre de 1933 fueron como SA- Standartenführer de Standarte 19 y luego del Standarte 75 en Bremen. Fue ascendido a Kreisleiter (líder de distrito) de Bremen el 11 de marzo de 1933, y también se desempeñó como líder de propaganda allí, adquiriendo la ciudadanía bremense. En el otoño de 1933, Wegener también se postuló para diputado del Reichstag para la zona de Weser-Ems, aunque el parlamento se había vuelto en gran medida políticamente irrelevante. Wegener seguiría siendo diputado del Reichstag hasta el final del régimen nazi.

El 11 de julio de 1934, Wegener dio un importante paso en su carrera al convertirse en ayudante del Reichsleiter Martin Bormann, entonces jefe de personal en la oficina del diputado del Führer. Wegener se trasladó a la sede central del Partido en la Casa Marrón de Munich, donde su eficiencia y arduo trabajo impresionaron a Bormann, a quien Hitler había encargado como su adjunto la dirección del aparato del partido. Esta organización, recién creada en 1933, sirvió como organismo de control central para la supervisión y dirección de todo el NSDAP y más tarde se llamó Cancillería del NSDAP. Desde 1935, Wegener trabajó en esta organización como asistente del jefe de gabinete de Rudolf Hess, Martin Bormann. Ahora comenzó un rápido ascenso como el "chico de oro" de Bormann. Wilhelm Kube fue destituido como Gauleiter de Kurmark después de escribir un ataque anónimo contra la esposa del presidente del Tribunal Supremo del Partido, Walter Buch, y fue reemplazado por Emil Stürtz, por lo que Wegener fue nombrado Gauleiter adjunto el 7 de agosto de 1936.En un informe de evaluación del 20 de agosto de 1936, Bormann escribió sobre Wegener:
"confiable... trabajador, absolutamente leal, con un liderazgo pronunciado, que es capaz de ganarse a la gente... tiene un buen conocimiento de la organización del partido y de las condiciones internas... Posee todos los requisitos previos para un alto cargo en el partido".
Al mismo tiempo, Wegener fue nombrado consejero provincial de Prusia para Brandeburgo y Posen-Prusia Occidental. En marzo de 1937 realizó el servicio militar con el rango de Gefreiter en las reservas de la Luftwaffe. Fue ascendido a SA-Brigadeführer el 9 de noviembre de 1937. El 30 de enero de 1938 recibió la Insignia Dorada del Partido. En las elecciones al Reichstag del 10 de abril de 1938 fue reelegido diputado por el distrito electoral 4 de Potsdam.
Wegener pasó de las SA a las Schutzstaffel (SS) el 20 de abril de 1940, ingresando con el rango de SS-Brigadeführer y posteriormente obteniendo los rangos de SS-Gruppenführer el 9 de noviembre de 1942 y SS- Obergruppenführer el 1 de agosto de 1944.  Como Miembro de las Waffen SS, Wegener estuvo en servicio activo con el 6° Regimiento de Artillería de la 1.ª División Leibstandarte SS "Adolf Hitler" durante la invasión alemana de Grecia en abril de 1941, y recibió la Cruz de Hierro de 2.ª clase.

## Asignación en Noruega
El 20 de abril de 1940, Josef Terboven, recién nombrado Reichskommissar para los territorios noruegos ocupados, seleccionó a Wegener para que actuara como su adjunto. El 15 de julio de 1940, fue nombrado Comisionado Regional para el Norte de Noruega, con sede en Trondheim, permaneciendo allí hasta septiembre. Desde el principio, Wegener se mostró en desacuerdo a la idea de que Vidkun Quisling debería asumir un papel de liderazgo en el nuevo gobierno, favoreciendo en cambio la idea de que los nazis deberían establecer su propio sistema administrativo en Noruega. Finalmente, cuando se decidió incluir a Quisling, Wegener asumió su siguiente asignación el 1 de octubre como líder de un grupo de trabajo especial que actuaba como asesor político y oficial de enlace con la administración noruega. Llamado Einsatzstab Wegener, colocó a hombres pro-Wegener en cada rama del Nasjonal Samling, tanto para mejorar su organización como para asegurar la complicidad con las demandas de los gobernantes nazis. Wegener abandonó Noruega en mayo de 1942 para su siguiente misión, y Hans-Hendrik Neumann asumió el cargo de número dos de Terboven.

## Oldenburgo y Bremen
Carl Röver, Gauleiter de Weser-Ems, murió el 15 de mayo de 1942 después de un derrame cerebral, y el 18 de mayo Wegener fue designado para sucederlo. Wegener también reemplazó a Röver como Reichsstatthalter (gobernador) de los estados de Bremen y Oldenburgo. De este modo unió bajo su control las más altas oficinas gubernamentales y del partido dentro de su jurisdicción. El 16 de noviembre de 1942 fue nombrado Comisario de Defensa del Reich para su Gau. En esta capacidad, tenía jurisdicción sobre la defensa civil y las medidas de evacuación, así como el control sobre la economía de guerra, incluido el racionamiento y la supresión de las actividades del mercado negro. Ocupó estos puestos hasta el final de la guerra en Europa.
Poco después de su nombramiento, Wegener elaboró un documento interno, el "Memorando Wegener", de 267 páginas, en el que se decía que el Partido Nazi debería ser purgado de gran parte de su vasto número de miembros y en su lugar reorganizarse como un grupo de élite para proporcionar liderazgo de las futuras generaciones de Alemania. Con este fin, Wegener propuso una reorganización de las Juventudes Hitlerianas para ponerlas bajo el control de la burocracia del Partido en lugar del Estado. Esta nueva Juventud Hitleriana proporcionaría todos los futuros miembros del Partido Nazi, y la mayoría de los miembros existentes del partido serían absorbidos por las SA, que debían ser reconstituidas como una organización de veteranos.Su plan también pedía un fortalecimiento del papel de la Cancillería del Partido Nazi y esto ocurrió en los meses siguientes cuando al antiguo mentor de Wegener, Bormann, se le dio mayor poder a expensas de los otros Reichsleiters del Partido y los Reichsministers del gabinete.
Bormann propuso a Wegener como posible reemplazo de Baldur von Schirach como Gauleiter de Viena en 1943 y 1944, pero finalmente no fue nombrado. Sin embargo, en agosto de 1944, poco después de que Joseph Goebbels fuera nombrado Plenipotenciario para la Guerra Total, Wegener fue nombrado su asistente administrativo con el título de "Jefe del Comité Ejecutivo para la Organización de la Guerra Total". Esto lo convirtió en uno de los dos únicos empleados permanentes nombrados a nivel nacional (el otro es Werner Naumann como jefe de actividades de planificación).Wegener también fue incluido en el personal del Reichsführer-SS en este momento. En septiembre de 1944, se convirtió en el líder de las recién creadas unidades Volkssturm en su Gau.
El 23 de abril de 1945, Wegener recibió el puesto recién creado de Comisionado Supremo de Defensa Civil del Reich en el Teatro del Norte, designado por recomendación del Großadmiral Karl Dönitz. En ese momento, Bremen ya estaba sitiada por las fuerzas del ejército británico, pero Wegener transmitió llamamientos a la población para que continuara luchando hasta el último hombre y se negó a considerar negociaciones de rendición. En consecuencia, los británicos atacaron con artillería y bombarderos de la RAF. Cuando la ciudad finalmente se rindió el 27 de abril, se estimó que habían muerto unos 760 soldados y civiles y se descubrió que Wegener había huido de la ciudad hacia Flensburgo el día anterior. El 5 de mayo de 1945, Dönitz, que había sucedido a Adolf Hitler como jefe de Estado, nombró a Wegener para su gobierno como Jefe del Gabinete Civil y Jefe de la Cancillería Presidencial con rango de Secretario de Estado. Wegener fue arrestado el 23 de mayo de 1945 con el resto del gobierno de Flensburgo.

## Posguerra
Internado en Camp Ashcan y más tarde en Fallingbostel, Wegener se sometió a un proceso de desnazificación en Bielefeld por su papel de liderazgo en el Partido Nazi y las SS. El 28 de noviembre de 1949 fue catalogado como “delincuente menor” y condenado a 6 años y 6 meses de prisión con crédito por el tiempo cumplido. Acusado además en el tribunal de distrito de Oldenburgo en relación con la muerte de civiles, fue declarado culpable en junio de 1950, pero no recibió ninguna pena de prisión adicional. Fue encarcelado en la prisión de Esterwegen y puesto en libertad en mayo de 1951 debido a una petición de clemencia presentada por Karl Arnold, ministro presidente de Renania del Norte-Westfalia . Luego trabajó en Sinzheim y luego en Wächtersbach como vendedor y encargado de contratos en una empresa comercializadora de madera. En octubre de 1952, se ordenó a Wegener que fuera juzgado nuevamente por homicidio involuntario por la muerte de civiles en la primavera de 1945. Sin embargo, fue absuelto de estos cargos el 18 de junio de 1953.Según archivos del servicio secreto británico, Wegener también estuvo involucrado desde 1951 a 1953 con un grupo neonazi clandestino organizado por Werner Naumann y conocido como Círculo Naumann, que participó en intentos de infiltrarse en el Partido Democrático Libre.